# Yolanda Vega
Yolanda Graciela Vega (Salta, 20 de julio de 1960) es una productora agropecuaria, comerciante, empresaria y política argentina que ejerció como intendente de San José de los Cerrillos entre 2015 y 2023, y actualmente se desempeña como diputada nacional por Salta.

## Biografía
Yolanda Vega nació en Salta el 20 de julio de 1960. Es una comerciante y productora agropecuaria que tiene un pequeño emprendimiento que ella misma dirige en Cerrillos. Está casada y tiene seis hijos. Fue concejal de la ciudad de Cerrillos entre 1999-2001.
En julio de 2015 compitió para la intendencia de la ciudad. Competirían dentro de las filas del frente Romero+Olmedo. Vega dirimió la candidatura del espacio contra dos contrincantes, Hilario Ramón Abalos, concejal del Partido Propuesta Salteña y Miguel Iunnissi, empresario tacabalero. Vega salió victoriosa de la interna siendo la más elegida del espacio con un total de 2459 votos contra los 1879 de Abalos y los 1141 de Iunnissi. De todas maneras en esas elecciones primarias Vega fue la segunda candidata individual más votada por detrás de Rubén Corimayo que había alcanzado un total de 2928 votos. En las generales de ese mismo año dio la sorpresa y logró erigirse como la intendenta del municipio de Cerrillos desplazando del cargo al intendente Corimayo. Vega consiguió un total de 6887 votos, el equivalente a un 46,99 % de los votos válidos. El intendente en funciones, Corimayo, logró un total de 3769 votos, equivalentes al 25,71 % de los votos. Vega juró el 10 de diciembre de 2015 en el cargo.
Vega fue víctima de una propaganda política misógina y machista que la acusaba de haber ejercido la prostitución y a sus hijos de ser narcotraficantes. 
Luego de cuatro años de mandato Vega buscó una releeción en el cargo. Se presentó nuevamente como candidata a intendente en 2019 buscando su segundo mandato como jefa comunal, en esta ocasión fue la candidata del frente Sáenz gobernador que impulsaba al intendente de la capital para la gobernación. En las elecciones PASO obtuvo el 47,94 % de los votos válidos, es decir un total de 8745 vecinos que la apoyaron. Y el Frente de Todos con sus cinco precandidatos a intendente con una suma de 6898 votos. En las elecciones generales Vega obtuvo la reelección tras ganarle a Carlos Jorge de la Zerda con una amplia diferencia. Yolanda Vega obtuvo 10 123 votos contra los 6212 de Zerda. La intendenta logró la reelección con un porcentaje mayor de votos positivos a los obtenidos cuatro años antes, subiendo ese porcentaje a 54,00 %. En esas mismas elecciones su hijo, Carlos Fernando Sanz Vega, fue elegido senador provincial por el Departamento Cerrillos.
En el marco de la pandemia de COVID-19, Vega fue noticia por dar positivo al hisopado nasofaringeo que se le realizó en el hospital Santa Teresita ante la presencia de síntomas compatibles con la enfermedad.[cita requerida]
En 2021 en las elecciones provinciales de Salta fue la primera candidata a convencional constituyente por el departamento Cerrillos por el frente Gana Salta, uno de los dos frentes que apoyaba a Gustavo Sáenz y de un tinte más progresista y peronista. En dichas elecciones Yolanda sería elegida como convencional siendo la más votada en la categoría con un total de 7836 votos superando al concejal Ustarrez del Frente de Todos.
En el año 2023 Vega buscó nuevamente la reelección como intendente. Vega se presentó por el frente Vamos Salta adhiriendo a la candidatura del gobernador Gustavo Sáenz pero no sería la única candidata del peronista ya que en otro frente llamado Unidos por Salta se presentó el concejal Enrique Borelli. En dicha elección logró 5.620 votos pero no pudo superar a Borelli. Entre los reclamos que la gente le realizó a Vega estuvieron presentes la recategorización de la zona de la Ruta 26 donde Vega pretendía pidio la instalación de una fundidora de metales al lado de un barrio además del manejo en pandemia del cementerio municipal.
Vega decidió presentarse como candidata a diputada nacional en segundo término detrás de Pablo Ismael Outes en el frente Unión por la Patria, heredero de la alianza Frente de Todos.En dichas elecciones Yolanda es  elegida como diputada nacional, siendo la segunda lista más votada.
Luego de jurar en diciembre de 2023 integró el bloque Innovación Federal junto a los salteños Pamela Calletti y Pablo Outes y otros diputados de Neuquén, Río Negro, Misiones.